# Epidendrum josianae
Epidendrum josianae är en orkidéart som beskrevs av M.Frey och Vitorino Paiva Castro. Epidendrum josianae ingår i släktet Epidendrum och familjen orkidéer. Inga underarter finns listade i Catalogue of Life.